# Campeonato Mundial de Judô Masculino de 1981
O Campeonato Mundial de Judô de 1981 foi a 12° edição do Campeonato Mundial de Judô, realizada em Maastricht, Países Baixos, em 3 a 6 de setembro de 1981.

## Medalhistas

### Homens
| Evento | Ouro                  | Prata               | Bronze                            |
| ------ | --------------------- | ------------------- | --------------------------------- |
| -60 kg | Yasuhiko Moriwaki     | Pavel Petrikov      | Felice Mariani Philippe Takahashi |
| -65 kg | Katsuhiko Kashiwazaki | Constantin Niculae  | Hwang Jung-Oh Petr Ponomarev      |
| -71 kg | Park Chong-Hak        | Serge Dyot          | Karl-Heinz Lehmann Vojo Vujevic   |
| -78 kg | Neil Adams            | Jiro Kase           | Kevin Doherty Georgi Petrov       |
| -86 kg | Bernard Tchoullouyan  | Seiki Nose          | David Bodaveli Detlef Ultsch      |
| -95 kg | Tengiz Khubuluri      | Robert van de Walle | Ha Hyoung-Zoo Roger Vachon        |
| +95 kg | Yasuhiro Yamashita    | Grigori Verichev    | Vladimir Kocman Juha Salonen      |
| Aberto | Yasuhiro Yamashita    | Wojciech Reszko     | Andras Ozsvar Robert van de Walle |

### Quadro de Medalhas
| Ordem | País              | Medalha de ouro | Medalha de prata | Medalha de bronze | Total |
| ----- | ----------------- | --------------- | ---------------- | ----------------- | ----- |
| 1     | Japão             | 4               | 2                | 0                 | 6     |
| 2     | União Soviética   | 1               | 1                | 2                 | 4     |
| 3     | França            | 1               | 1                | 1                 | 3     |
| 4     | Coreia do Sul     | 1               | 0                | 2                 | 3     |
| 5     | Grã-Bretanha      | 1               | 0                | 0                 | 1     |
| 6     | Bélgica           | 0               | 1                | 1                 | 2     |
| 6     | Checoslováquia    | 0               | 1                | 1                 | 2     |
| 8     | Polónia           | 0               | 1                | 0                 | 1     |
| 8     | Roménia           | 0               | 1                | 0                 | 1     |
| 10    | Alemanha Oriental | 0               | 0                | 2                 | 2     |
| 10    | Canadá            | 0               | 0                | 2                 | 2     |
| 12    | Itália            | 0               | 0                | 1                 | 1     |
| 12    | Hungria           | 0               | 0                | 1                 | 1     |
| 12    | Iugoslávia        | 0               | 0                | 1                 | 1     |
| 12    | Finlândia         | 0               | 0                | 1                 | 1     |
| 12    | Bulgária          | 0               | 0                | 1                 | 1     |